# میشل پلاتینی
میشل پلاتینی (به فرانسوی: Michel Platini) بازیکن سابق فوتبال اهل فرانسه است که در پست هافبک بازی می‌کرد. وی رئیس سابق یوفا بوده است[۲].  پلاتینی سه بار متوالی از سوی مجله فرانس فوتبال به عنوان بهترین بازیکن(جایزهٔ توپ طلا) در یوونتوس انتخاب‌شد. وی روز ۲۷ ژانویه سال ۲۰۰۷ میلادی به عنوان رئیس یوفا، جانشین جوهانسون شد.
پلاتینی یکی از بزرگترین و نامدارترین بازیکنان تاریخ فوتبال شمرده میشود که روزگاری با تکنیک بی نظیر،گلزنی های متعدد و بازی‌سازی های بی وصفش برای تیم یوونتوس و تیم فرانسه توانست سه بار پی در پی توپ طلای اروپا را کسب کند. وی با یوونتوس به افتخارات زیادی از جمله سوپرکاپ اروپا و سری آ ایتالیا و جام در جام اروپا و سوپر کاپ ایتالیا و قهرمانی اروپا (نسخهٔ سابق _لیگ قهرمانان اروپا_ و جام بین قاره‌ای دست‌یافت. وی در ایتالیا با یوونتوس سه بار متوالی آقای گل سری آ و سه بار متوالی برندهٔ عنوان توپ طلا شد

## تیم ملی فرانسه
اوج کار درخشش او در جام ملت‌های اروپا ۱۹۸۴ بود که  توانست  به تنهایی  ۹ گل را برای  فرانسه  به ثمر رساند و بهترین بازیکن  جام شود و همچنین نقش موثری در قهرمانی فرانسه  داشته  باشد. 

## سفر به کابل
او در سپتامبر ۲۰۱۳ (سنبله/شهریور ۱۳۹۲) و در پی اخر شدن تیم ملی فوتبال افغانستان در جنوب آسیا، بدون اعلام قبلی به کابل سفر کرد. در این سفر، ضمن تلنگر زدن به بازیکنان فوتبال افغانستان، وی جهت رشد ظرفیت‌ها و توسعهٔ فوتبال پایه در این کشور وعدهٔ همکاری و مشارکت به آن ها را داد.

او همچنین برای دقایقی به فوتبال با نوجوانان پرداخت .

## فساد مالی
در تاریخ ۲۱ دسامبر ۲۰۱۵(۳۰ آذر ۱۳۹۴)، پلاتینی و سپ بلاتر در پی فساد مالی و اتهام به رشوه خواری در رابطه با واگذاری میزبانی جام جهانی به کشورهای آفریقای جنوبی، قطر و روسیه، هر کدام به هشت سال محرومیت از هر گونه فعالیت در زمینه فوتبال محکوم شدند.